# Ramsås
Ramsås – miejscowość (småort) w Szwecji w gminie Härnösand w regionie Västernorrland. Około 70 mieszkańców.